# Miramar Beach
Miramar Beach és una concentració de població designada pel cens dels Estats Units a l'estat de Florida. Segons el cens del 2000 tenia 2.435 habitants.

## Demografia
Segons el cens del 2000, Miramar Beach tenia 2.435 habitants, 1.214 habitatges, i 713 famílies. La densitat de població era de 204,4 habitants/km².
Dels 1.214 habitatges en un 12,4% hi vivien nens de menys de 18 anys, en un 52,6% hi vivien parelles casades, en un 4% dones solteres, i en un 41,2% no eren unitats familiars. En el 33,3% dels habitatges hi vivien persones soles l'11,7% de les quals corresponia a persones de 65 anys o més que vivien soles. El nombre mitjà de persones vivint en cada habitatge era d'1,93 i el nombre mitjà de persones que vivien en cada família era de 2,39.
Per edats la població es repartia de la següent manera: un 9,9% tenia menys de 18 anys, un 5% entre 18 i 24, un 24,3% entre 25 i 44, un 33,9% de 45 a 60 i un 26,9% 65 anys o més.
L'edat mediana era de 52 anys. Per cada 100 dones de 18 o més anys hi havia 97,6 homes.
La renda mediana per habitatge era de 46.535 $ i la renda mediana per família de 60.156 $. Els homes tenien una renda mediana de 45.294 $ mentre que les dones 26.419 $. La renda per capita de la població era de 29.493 $. Entorn del 4,6% de les famílies i el 6,9% de la població estaven per davall del llindar de pobresa.

## Poblacions més properes
El següent diagrama mostra les poblacions més properes.